# Danica Glumac
Danica Glumac (ur. 15 sierpnia 1930 w Belgradzie, zm. 14 lutego 2014) – serbska siatkarka i trenerka piłki siatkowej, brązowa medalistka Mistrzostw Europy 1951 wraz z reprezentacją Jugosławii.
Wraz z drużyną Partizan Belgrad wywalczyła cztery złote medale mistrzostw Jugosławii, a także dwa Puchary Jugosławii. Po zakończeniu kariery sportowej trenowała m.in. reprezentację juniorek Jugosławii podczas mistrzostw Europy w 1966 w Budapeszcie (8. miejsce) i 1969 w Rydze (10. miejsce).